# 山田英春
山田 英春（やまだ ひではる、1962年 - ）は、日本の装幀家、写真家。東京都出身。

## 来歴
1962年、東京都国分寺市生まれ。生後まもなくから3歳までアメリカで暮らす。桐朋中学校・高等学校、国際基督教大学教養学部卒業。出版社の編集部勤務を経て、書籍の装丁を専門にするデザイナーとなる。メノウ、ジャスパーなどの模様石のコレクターとしても知られ、石関連の著作が複数ある。世界各地の古代遺跡、洞窟壁画などを撮影する写真家でもあり、特にブリテン諸島の巨石遺跡を多数記録したことで知られる。
2003年、造本装幀コンクール展 日本書籍出版協会理事長賞（名嘉睦稔『紅逢黒逢の刻―ボクネン版画絵本』、マガジンハウス）受賞。

## 著書・編書

### 著書
- 『巨石─イギリス・アイルランドの古代を歩く』（早川書房、2006年）
- 『不思議で美しい石の図鑑』（創元社、2012年）
- 『石の卵─たくさんのふしぎ傑作選』（福音館書店、2014年）
- 『インサイド・ザ・ストーン』（創元社、2015年）
- 『四万年の絵』（「たくさんのふしぎ」2016年7月号、福音館書店）
- 『奇妙で美しい石の世界』（ちくま新書、2017年）
- 『風景の石　パエジナ』（創元社、2019年）
- 『花束の石　プルーム・アゲート』（創元社、2020年）
- 『縞と色彩の石 アゲート』（創元社、2020年）
- 『世界のふしぎな木の実図鑑』（共著、創元社、2020年）
- 『ストーンヘンジ　巨石文化の歴史と謎』（筑摩選書、2023年）

### 編書
- 『美しいアンティーク鉱物画の本』（創元社、2016年）
- 『美しいアンティーク生物画の本─クラゲ・ウニ・ヒトデ編』（創元社、2017年）
- 『奇岩の世界』（創元社、2018年）
- 『増補愛蔵版　美しいアンティーク鉱物画の本』（創元社、2023年）

## 参考資料
- 東京創元社「Webミステリーズ！」「「レイコの部屋」傑作選　vs.山田英春さんの巻（装丁家）」
- 『不思議で美しい石の図鑑』「あとがき」